# Patianska cerina
Patianska cerina este o arie protejată (arie specială de conservare — SAC, sit de importanță comunitară — SCI) din Slovacia întinsă pe o suprafață de 808,47 ha, integral pe uscat.

## Localizare
Centrul sitului Patianska cerina este situat la coordonatele 48°11′44″N 18°24′11″E / 48.19544°N 18.402978°E.

## Înființare
Situl Patianska cerina a fost declarat sit de importanță comunitară în septembrie 2015 pentru a proteja 3 specii de animale. Situl a fost protejat și ca arie specială de conservare în octombrie 2017.

## Biodiversitate
Situată în ecoregiunea panonică, aria protejată conține 3 habitate naturale: Păduri panonice-balcanice de stejar turcesc - stejar sesil, Păduri panonice cu Quercus petraea și Carpinus betulus, Păduri stepice euro-siberiene cu Quercus spp..
La baza desemnării sitului se află mai multe specii protejate de  nevertebrate (3): croitorul mare al stejarului (Cerambyx cerdo), orthosia schmidtii (Dioszeghyana schmidtii), rădașcă (Lucanus cervus).